# Juigné-sur-Sarthe
Juigné-sur-Sarthe is een gemeente in het Franse departement Sarthe (regio Pays de la Loire). De plaats maakt deel uit van het arrondissement La Flèche. Juigné-sur-Sarthe telde op 1 januari 2022 1.142 inwoners.

## Geografie
De oppervlakte van Juigné-sur-Sarthe bedroeg op 1 januari 2022 20,66 vierkante kilometer; de bevolkingsdichtheid was toen 55,3 inwoners per km².

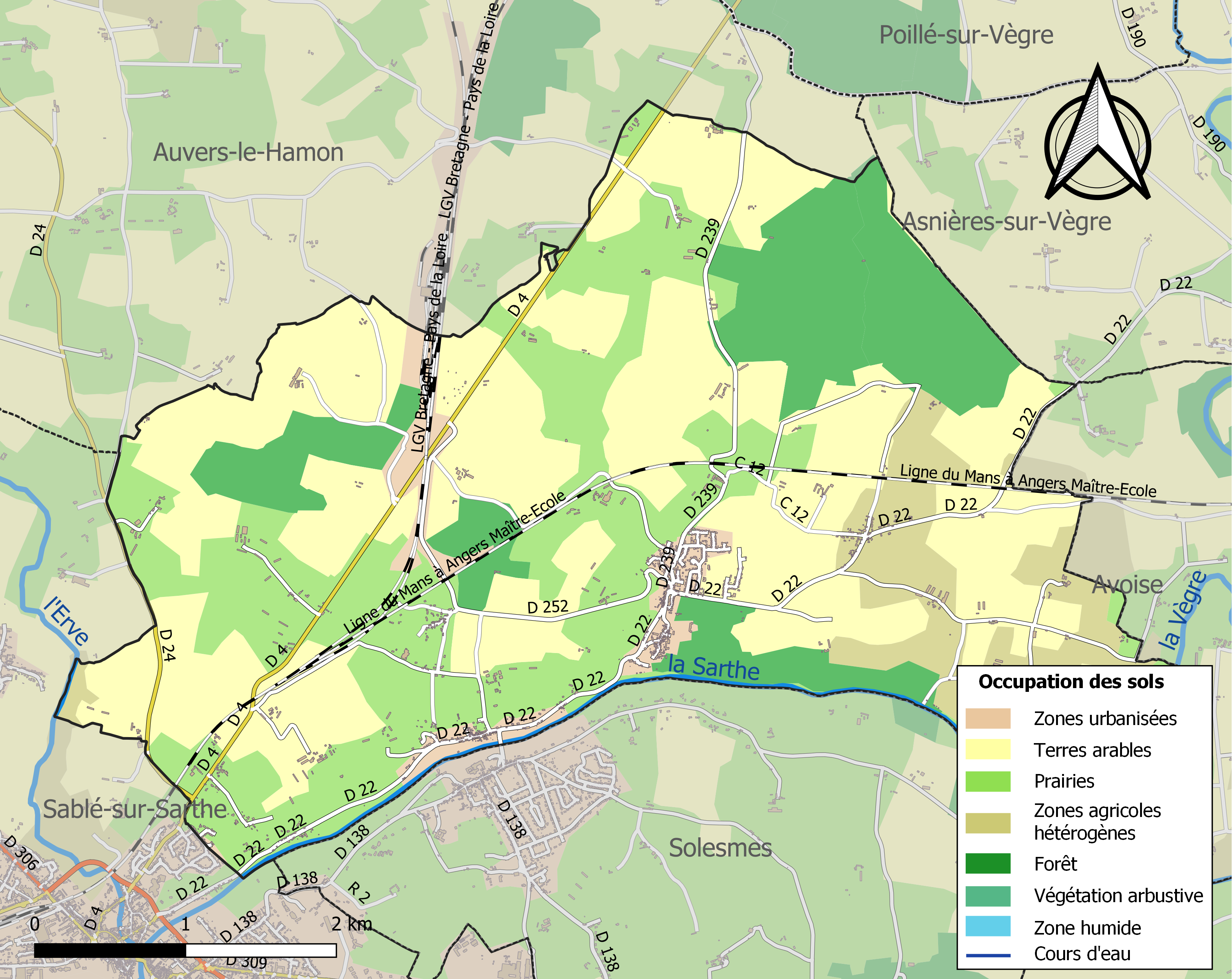
Kaart van de gemeente met de belangrijkste infrastructuur, bodemgebruik en omliggende gemeenten

## Demografie
Onderstaande figuur toont het verloop van het inwonertal (bron: INSEE-tellingen).

## Afbeeldingen

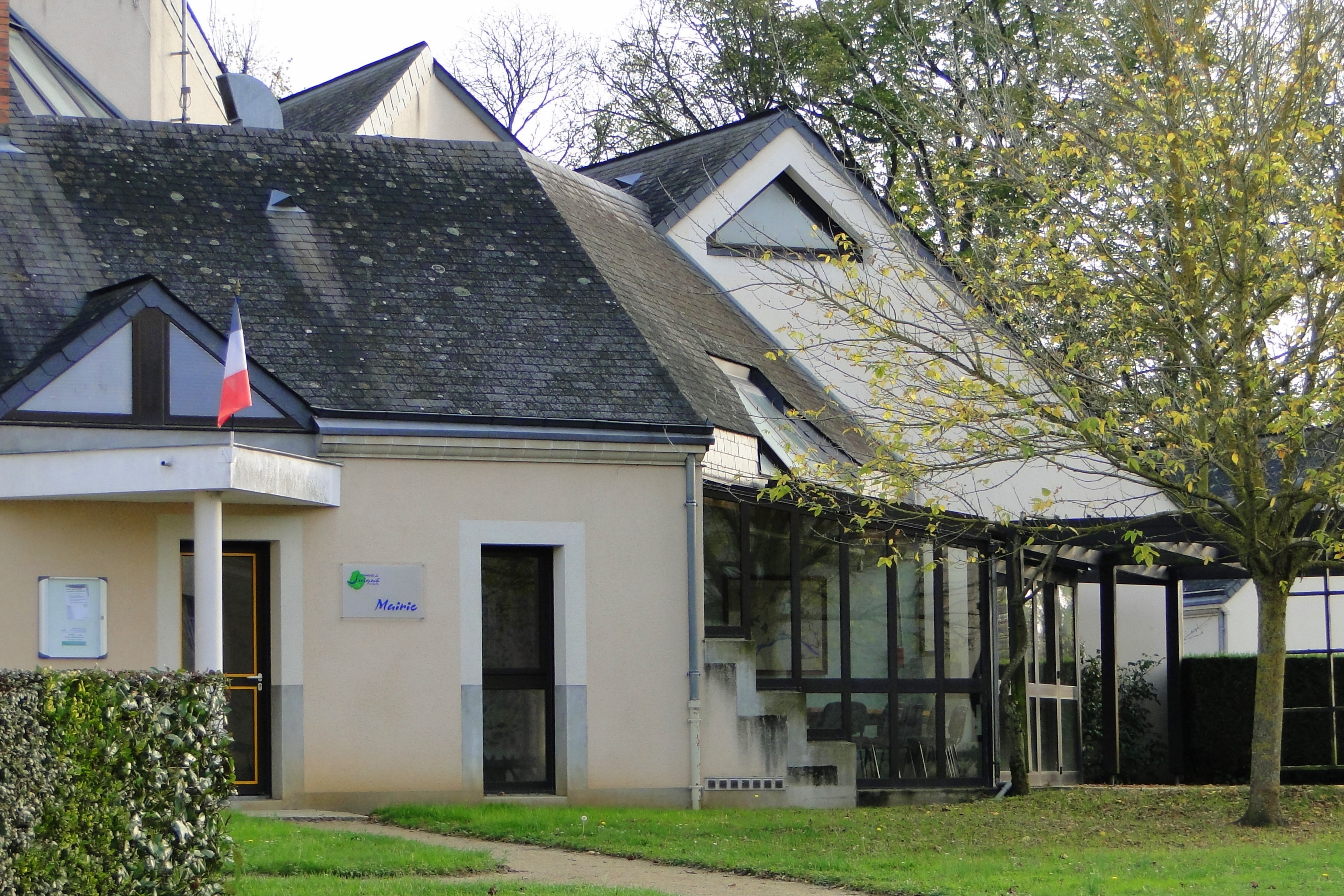
Gemeentehuis
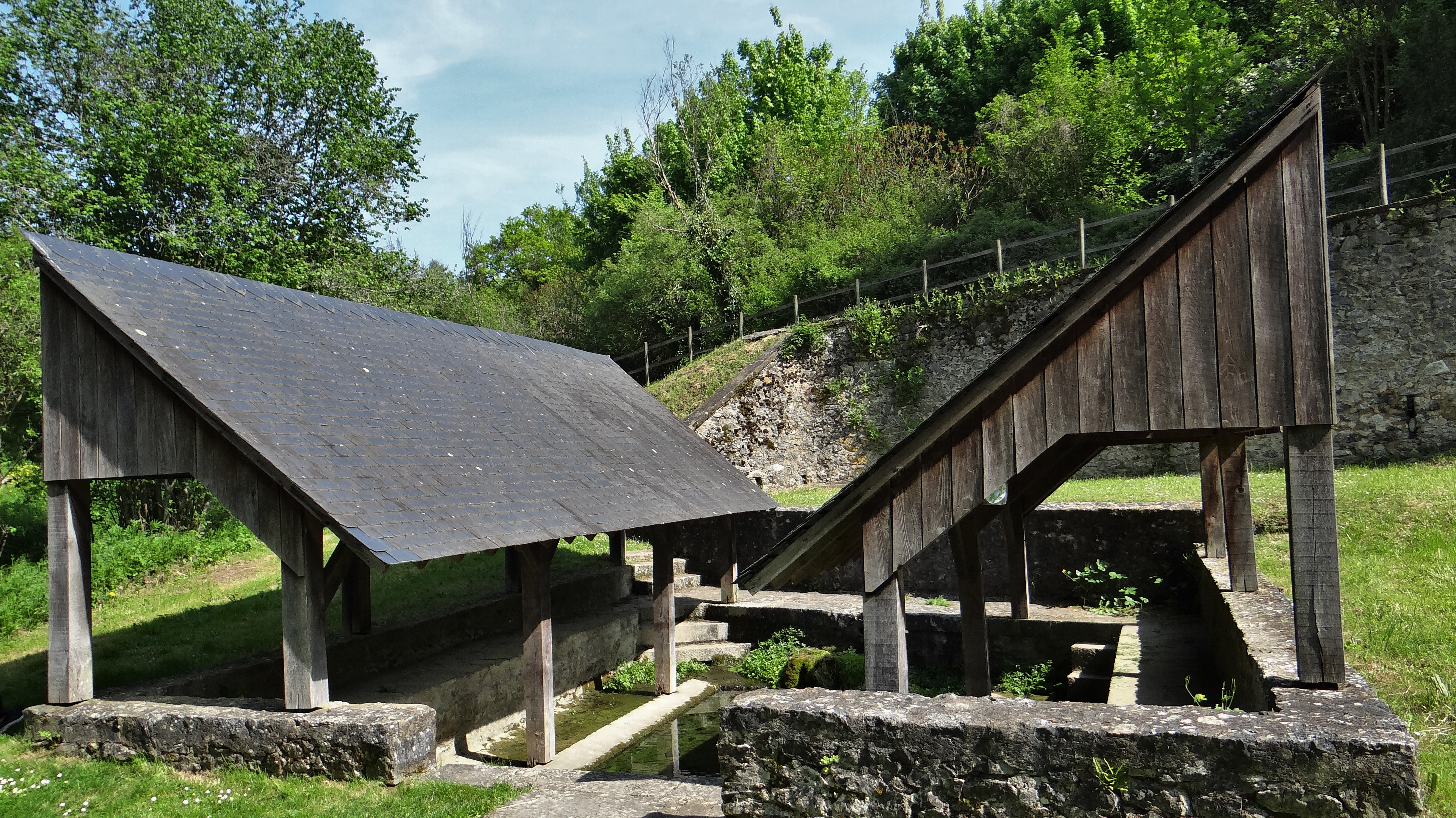
Lavoir